# Raïssa Smetanina
Raïssa Petrovna Smetanina (russe : Раиса Петровна Сметанина), née le 29 février 1952 à Mokhcha en RSSA des Komis, RSFS de Russie, est une fondeuse soviétique et russe. Avec dix médailles olympiques, elle fait partie des skieuses les plus décorées. Elle est également quadruple championne du monde.

## Biographie
Elle fait partie de l'éthnie des komis. Smetanina passe l'essentiel de son enfance et de sa carrière seule, se concentrant sur le sport.
Elle intègre l'équipe nationale en 1972 et obtient ses premiers podiums en 1974 aux Championnats du monde à Falun, où elle est médaillée de bronze au cinq kilomètres et d'or au relais. Ensuite pour les Jeux olympiques d'hiver de 1976, elle réalise ses meilleurs championnats en gagnant la médaille d'argent au cinq kilomètres et deux médailles d'or (dix kilomètres et relais).
Quatre ans plus tard, Smetanina s'impose sur le cinq kilomètres, tandis qu'elle prend la médaille d'argent au relais. Entre-temps, elle décroche quatre podiums aux Championnats du monde 1978 : trois médailles d'argent et une de bronze.
En 1982, elle remporte son unique titre mondial en individuel sur le vingt kilomètres à Oslo.
Après l'introduction du style en pas de patineur (skating) au milieu des années 1980, elle reste spécialiste du style classique. Elle continue à grossir son palmarès avec deux médailles d'argent aux Jeux olympiques d'hiver de 1984, une médaille d'argent et une de bronze aux Jeux olympiques d'hiver de 1988, toutes dans des épreuves individuelles, ainsi que trois médailles en relais aux Championnats du monde, dont deux en or en 1985 et 1991.
En remportant le titre olympique du relais en 1992 avec l'Équipe unifiée, elle devient la première athlète à cumuler dix médailles aux Jeux olympiques d'hiver. Trois autres femmes la rejoint dans ce club plus tard : Stefania Belmondo, Marit Bjørgen et Ireen Wüst. Âgée de près de 40 ans, à cette occasion, elle détient le record de la plus vieille championne olympique.
Dans les années 1980, elle est active dans la Coupe du monde, se classant deuxième du classement général en 1984, derrière Marja-Liisa Hämälainen. Elle décroche aussi deux succès dans des courses individuelles (1984 et 1985).
Elle remporte aussi trois victoires au Festival de ski d'Holmenkollen et 21 titres nationaux.

## Distinctions
Elle reçoit la Médaille Holmenkollen en 1979 et l'Ordre de l'Amitié des peuples en 1984.

## Palmarès

### Jeux olympiques
| Édition | Âge | 5 km   | 10 km  | 15 km | Poursuite | 20 km  | 30 km | 4 × 5 km relais |
| ------- | --- | ------ | ------ | ----- | --------- | ------ | ----- | --------------- |
| 1976    | 23  | Argent | Or     | NC    | NC        | NC     | NC    | Or              |
| 1980    | 27  | Or     | 4e     | NC    | NC        | NC     | NC    | Argent          |
| 1984    | 31  | 11e    | Argent | NC    | NC        | Argent | NC    | 4e              |
| 1988    | 35  | 10e    | Argent | NC    | NC        | Bronze | NC    | -               |
| 1992    | 39  | -      | NC     | 4e    | -         | NC     | -     | Or              |

### Championnats du monde
| Édition | Âge | 5 km   | 10 km classique | 10 km libre | 15 km | 20 km  | 30 km | 4 × 5 km relais |
| ------- | --- | ------ | --------------- | ----------- | ----- | ------ | ----- | --------------- |
| 1974    | 21  | Bronze | —               | NC          | NC    | NC     | NC    | Or              |
| 1978    | 25  | Bronze | Argent          | NC          | NC    | 5e     | NC    | Bronze          |
| 1980    | 27  | NC     | NC              | NC          | NC    | Bronze | NC    | NC              |
| 1982    | 29  | 15e    | —               | NC          | NC    | Or     | NC    | Argent          |
| 1985    | 32  | —      | 4e              | NC          | NC    | 7e     | NC    | Or              |
| 1987    | 34  | 4e     | 9e              | NC          | NC    | —      | NC    | —               |
| 1989    | 36  | NC     | 5e              | —           | 4e    | NC     | —     | Argent          |
| 1991    | 38  | 11e    | NC              | —           | —     | NC     | —     | Or              |

### Coupe du monde
- Meilleur classement général : 2e en 1984.
- 16 podiums individuels : 3 victoires, 9 deuxièmes places et 4 troisièmes places.
- 9 podiums en relais : 3 victoires, 5 deuxièmes places et 1 troisième place.

#### Victoires
En plus de son titre mondial en 1982 qui compte pour la Coupe du monde : 
| Date            | Lieu      | Pays             | Discipline |
| --------------- | --------- | ---------------- | ---------- |
| 25 février 1984 | Falun     | Suède            | 10 km      |
| 23 février 1985 | Syktyvkar | Union soviétique | 20 km      |

#### Classements par saison
| Saison | Âge | Classement général |
| ------ | --- | ------------------ |
| 1982   | 30  | 21e                |
| 1983   | 31  | 8e                 |
| 1984   | 32  | 2e                 |
| 1985   | 33  | 8e                 |
| 1986   | 34  | 14e                |
| 1987   | 35  | 10e                |
| 1988   | 36  | 6e                 |
| 1989   | 37  | 11e                |
| 1990   | 38  | 13e                |
| 1991   | 39  | 14e                |
| 1992   | 40  | 18e                |